# Дмитриев, Иосиф Александрович
Иосиф Александрович Дмитриев (Иосиф Трер [tˈrer]) (27 июня 1947, дер. Юськасы, Цивильский район, Чувашская АССР, РСФСР, СССР — 20 ноября 2018) — чувашский театральный режиссёр, актёр, этнотеатровед, педагог, драматург, поэт, переводчик, идеолог возрождения чувашской традиционной религии.
Заслуженный деятель культуры Республики Казахстан (2010), Заслуженный деятель искусств Чувашской республики (2012).

## Биография

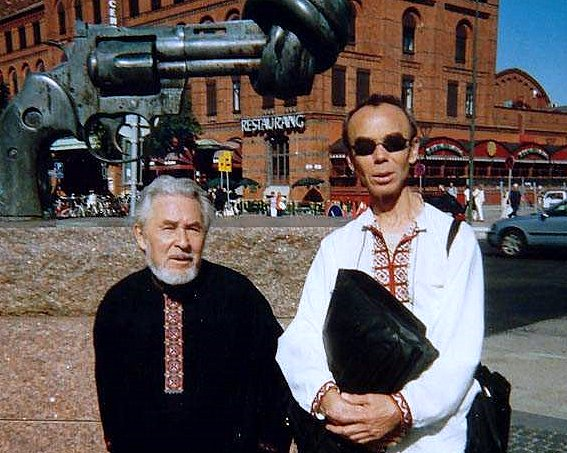
Геннадий Айги (слева) и Иосиф Дмитриев. Мальмё, 30 августа 2002 года

Родился 27 июня 1947 года в чувашской деревне Юськасы Цивильского района Чувашской АССР. Окончил актёрское отделение Ленинградского государственного института театра, музыки и кинематографии (курс Аркадия Кацмана) в 1972 году, Московский государственный институт театрального искусства им. А. В. Луначарского (ГИТИС) в 1980-м (курс Юрия Завадского).
Создал образ Михаила Сеспеля в кинофильме «Сеспель», снятом в 1970 году на киностудии им. А. Довженко по одноимённому роману Юрия Збанацкого. Работал актёром в Чувашском государственном академическом драматическом театре (ЧГАДТ) (1972—1975 гг.), режиссёром-постановщиком в Чувашском ТЮЗе (1980—1984, 1987—1989 гг.), заведующим актёрским отделением Чебоксарского музыкального училища (1984—1987 гг.). Режиссёр-постановщик спектаклей: в ЧГАДТ «Кěре кěрсен» (по пьесе «Осенний сад» Л. Хелман, 1979), «Пěчěк хула камичěсем» (по пьесе «Провинциальные анекдоты» А. В. Вампилова, 1979), в ТЮЗе — «Ялта» по пьесе Ф. П. Павлова (русск. «В деревне», 1982) и др.
В период 1989—1996, 1999—2002 гг. работал научным сотрудником отдела искусствоведения НИИ ЯЛИЭ (ЧГИГН). Является исследователем чувашского народного и профессионального театрального творчества, традиционной чувашской религии, народной зрелищной культуры. Автор нескольких научных статей и монографии «Этнотеатральные формы в чувашском обряде» (1998).
В период 1996—1999 гг. — главный режиссёр Русского драматического театра им. М. Горького и руководитель курса актёрского мастерства и сценической речи в музыкальном училище (Астана, Казахстан). 2002—2011 гг. — режиссёр Акмо́линского областного русского драматического театра, и одновременно руководитель актёрского отделения в Кокшетауском колледже культуры им. Акана Серэ (Кокшетау, Казахстан). В казахских театрах были поставлены: «Вишнёвый сад» и «Чайка» А. П. Чехова, «Хан Кене» Мухтара Ауэзова.
С 2011 года — режиссёр в Чувашском ТЮЗе, доцент Чувашского государственного института культуры и искусств. Постановки этого периода в ТЮЗе: «Кирек ӑҫта та пӗр хӗвел» («Андеграунд») А. Пӑртта, «Суя пурнӑç» («Лгунья») М.Мэйо и М.Эннекена, «Ромео и Джульетта» У. Шекспира, «Уйӑх ҫинчен ӱкнӗскер» («Упавшая с Луны») Л. Свенссона, «Ама кайӑк ҫулӗпе» («По следам Первоптицы», 2012), «Чӗрӗ Сӑмах» («Творящее слово», 2013). С 2012 года также являлся драматургом («Ама кайӑк ҫулěпе», «Чӗрӗ Сӑмах»).
Стихотворения и проза Иосифа Трера публиковались в республиканской периодике (с 1971 года), в коллективных сборниках «Утӑм» (русск. «Шаг», 1990) «Ҫул курӑкӗ» (русск. «Подорожник», 1993) и др. С 2000 года занимался переводами поэзии и драматургии со шведского и норвежского языков; перевёл поэму Харри Мартинсона «Аниара» (совместно с Г. Айги и Е. Лисиной), поэму Кристиана Лундберга «Всё и это счастье из Ничто», пьесу Лукаса Свенссона «Упавшая с Луны» (шв. Fallna från månen, 2002), стихи Карла Микаэля Бельмана, Эрика Бергквиста, Ларса Бекстрёма, Хокана Санделя, Гуннара Вэрнесса, Анны Халльстрём, Пера Хельге, Тура Ульвена. Стихотворения Иосифа Трера переводились на русский и шведский языки.

## Религиозная деятельность
Иосиф Дмитриев являлся не только исследователем дохристианской чувашской религии «Ваттисен йăли». В начале 1990-х гг. он был основным ответственным за её возрождение в деятельности национальной партии «Чувашский национальный конгресс (ЧНК)». При этом он считал, что «нельзя спешить с возрождением старочувашской веры, сначала следует составить канон, выверенный текст верований, догматики и обрядов, а уж потом предлагать народу. Тогда следует приступить к созданию жёсткой дисциплинированной церковной организации наподобие римского католицизма». В 1992 г. принимал участие в серии теледебатов с наиболее авторитетным православным священником чувашом Ильёй Карлиновым о том, чья вера лучше, по мнению националистов, победителем вышел Дмитриев.
Его сподвижник по национальному движению А. П. Хузангай писал:

После ухода из театра И. Трер заинтересовался архетипами чувашской мифологии и истинной чувашской веры (дохристианского чувашского монотеизма), и в его стихотворениях мы часто можем встретить его собственные реконструкции тех или иных чувашских архетипов. Его стихи зачастую можно воспринимать как авторское переложение чувашских молитвословий, языка заклинаний, заговоров, проклятий и т. д. В начале 90-х, когда в Чувашии, как и повсеместно в национальных республиках России, активизировались национальные процессы и само национально-демократическое движение, И. Трер посредством поэтического слова, участия в дискуссиях, акциях был одним из последовательных сторонников того, что не совсем удачно называлось «национальным возрождением». «Возмутителей спокойствия» было не так много на чувашской политической и культурной авансцене, но Трер был среди них. Он все глубже открывал для себя истоки чувашской веры и в конце 1993 года даже участвовал на радио и телевидении в дебатах с православными священниками по вопросу о вере. Публиковались его стихотворения в чувашской периодике. Его поэзия как бы развивалась между полюсами открытого исповедального лиризма и заклинательного слова жреца-шамана. Как исследователь народного и профессионального театрального творчества, он опубликовал в 1998 г. монографию «Этнотеатральные формы в чувашском обряде». Живое (звучащее) поэтическое слово, сопровождаемое пением чувашских народных песен, — это тот жанр публичного действа, в котором И. Трер не знает себе равных. Иосиф Трер — это разнообразная личность. Игра как язык определяет эту множественность творческих перевоплощений (актёр, режиссёр, поэт, певец, религиовед, шаман?) Трера как чувашского культурного героя нашего времени.— Хузангай А. П. Между Сциллой и Харибдой: проект будущего для культуры чувашской нации // Республика. – 2001. – 28 нояб. (№ 95—96). – С. 11

## Награды и признание
- Лауреат I Всероссийского студенческого конкурса чтецов имени В. Н. Яхонтова (1970, Ленинград).
- Лауреат конкурса чтецов, посвящённого 150-летию со дня рождения Н. Некрасова (1972)
- Лауреат премии «Avanmart Parni»[7]
- Лауреат премии имени Михаила Сеспеля (1996)[8]
- Участник поэтического фестиваля «Östersjösamtal», проходившего в Швеции c 28 августа по 2 сентября 2002 года
- Заслуженный деятель культуры Республики Казахстан (2010)
- Заслуженный деятель искусств Чувашской республики (2012)
- Лауреат XIV чувашской национальной театральной премии «Чӗнтӗрлӗ чаршав» (русск. Узорчатый занавес) за постановку «Ама кайӑк ҫулěпе» (По следам Первоптицы)" И. Трера (2013)
- Лауреат XV чувашской национальной театральной премии «Чӗнтӗрлӗ чаршав» (русск. Узорчатый занавес) за постановку «Чере сӑмах» (Творящее слово)" И. Трера (2014)
- Лауреат XVI чувашской национальной театральной премии «Чӗнтӗрлӗ чаршав» (русск. Узорчатый занавес) за постановку «Кот в сапогах» по сказке Ш. Перро (2015)
- Лауреат XIX чувашской национальной театральной премии «Чӗнтӗрлӗ чаршав» (русск. Узорчатый занавес) в номинации «Лучший спектакль года (режиссура)») за постановку пьесы Г. Челпира «Виҫ кӗтеслӗ юрату» (Любовный треугольник)[9].

### Научные труды
- Дмитриев, И. А. Обрядовое действо в театральном представлении. (К вопросу о взаимосвязях народного творчества и искусства театра) // Традиции и поиски в чувашском искусстве : сб. научн. ст. / [Чуваш. научн.-исслед. ин-т языка, лит-ры, истор. и эконом]. — Чебоксары: НИИЯЛИЭ, 1989. — С. 79-93
- Дмитриев, И. А. Этнотеатральные формы чувашских обрядов. (К проблеме этического и эстетического в обрядовом действе. Обряд «чун кӱртес») // Из наследия художественной культуры Чувашии: сб. научн. ст. / [Чуваш. научн.-исслед. ин-т языка, лит-ры, истор. и эконом.]. — Чебоксары: НИИЯЛИЭ, 1991. — С. 62-100
- Дмитриев, И. А. Пьесы молодых авторов на сцене чувашских театров // Вопросы истории и теории искусств: сб. научн. ст. / [Чуваш. научн.-исслед. ин-т языка, лит-ры, истор. и эконом.]. — Чебоксары: НИИЯЛИЭ, 1992. — С. 68-85
- Дмитриев, И. А. К вопросу изучения чувашских обрядов в этнотеатроведческом аспекте // Национальное и народное в чувашском искусстве: сб. научн. ст. / [Чуваш. научн.-исслед. ин-т языка, лит-ры, истор. и эконом.]. — Чебоксары: НИИЯЛИЭ, 1993. — С. 71-126
- Дмитриев, И. А. Кӗпе как символ культуры и знак обрядовых действий // Чувашское искусство. Вопросы теории и истории. Вып. 1. / [Чуваш. гос. ин-т гуманит. наук]. — Чебоксары: ЧГИГН, 1994. — С. 47-93
- Дмитриев, И. А. Символ культуры — Знак — Персонаж в обрядовых текстах чувашей (Динамическая модель события и цикл как цепочка событий) // Материалы по этнографии и антропологии чувашей: сб. научн. ст / [Чуваш. гос. ин-т гуманит. наук]. — Чебоксары: ЧГИГН, 1997. — С. 131—157
- Дмитриев, И. А. К истории взаимосвязей народного обрядового и театрального профессионального искусств // Чувашское искусство. Вопросы теории и истории. Вып. 2 / [Чуваш. гос. ин-т гуманит. наук]. — Чебоксары: ЧГИГН, 1997. — С. 113—161
- Дмитриев, И. А. Традиционный фон культуры в пьесе Ф. П. Павлова «Ялта»: этнографический взгляд на искусство актёра // Чувашское искусство. Вопросы теории и истории. Вып. 3 / [Чуваш. гос. ин-т гуманит. наук]. — Чебоксары: ЧГИГН, 1997. — С. 68-85
- Дмитриев, И. А. В поисках «семи нот» театра. (Зрелищное действо и его строй) // Чувашское искусство. Вопросы теории и истории. Вып. 3 / [Чуваш. гос. ин-т гуманит. наук]. — Чебоксары: ЧГИГН, 1997. — С. 90-135
- Дмитриев, И. А. Этнотеатральные формы в чувашском обряде : монография Архивная копия от 29 сентября 2020 на Wayback Machine / Чуваш. гос. ин-т гуман. наук. — Чебоксары: ЧГИГН, 1998. — 247 с.
- Дмитриев, И. А. Портрет художника с факелом: к 90-летию со дня рождения Е. Е. Бургулова (1909—1973) // Чувашское искусство. Вопросы теории и истории. Вып. 4 / [Чуваш. гос. ин-т гуманит. наук]. — Чебоксары: ЧГИГН, 2001. — С. 160—164
- Дмитриев, И. А. Пётр Николаевич Осипов // Чувашское искусство. Вопросы теории и истории. Вып. 4 / [Чуваш. гос. ин-т гуманит. наук]. — Чебоксары: ЧГИГН, 2001. — С. 164—165

### Переводы
- Перевод на чувашский язык пьесы Лилиан Хеллман «Осенний сад» (1979)
- Скалбе, Арвид. Пирӗн планета [сӑвӑ] / латви чӗлхинчен И. А. Дмитриев куҫарнӑ // Тӑван Атӑл. — 1982. — № 10. — С. 14
- Перевод на чувашский язык пьесы «Чайка» А. П. Чехова (1983)
- Райнис, Янис. Хӗвеллӗ кунсем; Йӗрке тӑвакан партине; Пӗр чӑнлӑх; Ҫутӑ ачисене кӗтсе илни [сӑвӑсем] / вырӑсларан И. А. Дмитриев куҫарнӑ // Тӑван Атӑл. — 1990. — № 9. — С. 19-20
- Берзиньш, Улдис. Ҫурҫӗрелле; Ячӗ мӗнле-ши; Пӗлӗт тумланнӑ ҫу уйӑхӗ; Кӗрлев [сӑвӑсем] / Латышларан И. А. Дмитриев куҫарнӑ // Хыпар. — 1994. — ҫу уйӑхӗн 20-мӗшӗ
- Лундберг, Кристиан. Всё и это счастье из Ничто. Ҫак пӗр-пӗтӗм телей — пӗр Нимӗнтен: поэма жизнеописания [на русском и чувашском языках] / перевод со швед. Иосифа Трера (Дмитриева); предислов. Т. Андерссона. — Чебоксары: изд-во Free Poetry, 2005. — 150 с.
- Атӑлпа тинӗс хушшинче : [поэзи альманахӗ] / вырӑс, норвег., удмурт., швед. И.Трер (Дмитриев) куҫ. хатӗрл. — Шупашкар, 2006. — 194 с.
- Мартинсон, Харри. Аниара : [сыпӑксем] / шведларан И.Трер, Г.Айги, Е.Лисина куҫарнӑ. — Шупашкар, 2005. — 88 с. ISBN 5-7361-0088-6
- Бэкстрём, Ларс. Ҫула ҫухатма нумай та кирлӗ мар… [сӑвӑ] / шведл. И. Трер куҫарнӑ // Хыпар. — 2005. — 17 ҫурла. — С. 4
- Васильев, Игорь. Апельсин тӗслӗ хӗрарӑм [сӑвӑ] / вырӑсл. И.Трер куҫарнӑ // Хыпар. — 2005. — 9 раштав
- Алексеев, Игорь. Тунсӑх урӑлӑхӗ [сӑвӑ] / вырӑсл. И.Трер куҫарнӑ // Хыпар. — 2005. — 9 раштав
- Лундберг, Кристиан. Ҫак пӗр пӗтӗм телей — пӗр нимӗнтен [сӑвӑсем] / шведл. И.Трер куҫарнӑ // Ялав. — 2005. — № 11-12. — С. 92
- Перевод на русский и чувашский языки (совместно с Д. Воробьёвым) пьесы Л. Свенссона «Упавшая с Луны» (2006)
- Бергквист, Эрик. Стихи /перевод со швед. И. Трера и Д. Воробьёва // Скандинавия — Поволжье: альманах международного поэтического фестиваля им. К. М. Бельмана. — Чебоксары, 2006. — С. 65-67. ISBN 5-86765-349-8
- Бэкстрём, Ларс. В ожидании; Внутри тебя — река…; Движения; Сюита для небесной печатной машинки; А певунья моя спит в комнате… [стихи] / перевод со швед. И.Трера и Д. Воробьёва // ЛИК. — 2006. — № 4. — С. 30-32
- Бергквист, Эрик. Перед рассказом — забытье…; Кто-то был в раскрытой комнате…; Стоит лицом к полю паровому…; Видишь, лето схватилось за дерево…; Ночь вставала и долго стояла…; И в будущем, бродя по городу в объятиях… [стихи] / перевод со швед. И. Трера и Д. Воробьёва // ЛИК. — 2006. — № 4. — С. 38-39
- Бэкстрём, Анника. Чӑваш Енӗ [Шупашкарта иртнӗ Тӗнчери поэзи фестивальне ҫитсе курни ҫинчен] / швед чӗлхинчен Иосиф Трер куҫарнӑ // Хыпар. — 2008. — 24 кӑрлач. — С. 4
- Лундберг, Кристиан. Всё и это счастье из ничто. Поэма жизнеописания. Четыре отрывка / перевод со швед. И.Трера и Д. Воробьёва // Интернет-журнал Text Only, № 29 (2’09). ISSN 18187447
- Ульвен, Тур. Из книги «Точка исчезновения» (стихи) / перевод с норв. И.Трера и Д. Воробьёва // Воздух: журнал поэзии. — 2008. — № 2. — С. 137—139
- Ульвен, Тур. Из белой книги чёрной магии (стихи) / перевод с норв. И. Трера и Д. Воробьёва // Интернет-журнал Text Only, № 26 (2’08). ISSN 18187447
- Ульвен, Тур. Избранное : стихи [на русском и чувашском языке] / перевод с норвежского Иосифа Трера и Дмитрия Воробьёва при участии Микаэля Нюдаля и Гуннара Вэрнесса. ‒ изд-во Ariel : Кноппарп / Чебоксары, 2010. — 252 с. (Серия «Моль») ISBN 978-91-977578-3-6
- Лундберг, Кристиан. Ярден. Повествование (отрывок) / пер. со швед. Иосифа Трера (Дмитриева) и Дмитрия Воробьёва // Графит : литературный альманах. — 2015. — № 8. — С. 124—132.

### Интервью
- Дмитриев. И. А. «Изучал польский, латышский, английский. А вот немецкий у меня не пошёл…» [преподаватель музыкального училища И. А. Дмитриев о себе и творчестве] / записали И. Капитонова, А. Григорьева // Чӑваш Ен. — 1993. — 18-25 декабря. — С. 11
- Дмитриев, И. А. «Эп кунта театрта хам кирлине туймастӑп…» [Раҫҫейри этнотеатровед ӗҫлеме Шупашкартан Казахзстана куҫса кайрӗ] / И. Иванов // Хыпар. — 1996. — Авӑн уйӑхӗн 24-мӗшӗ
- Дмитриев, И. А. «Уехал чтобы вернуться» [интервью с режиссёром и актёром, работающим по контракту в Казахстане] / С. Гордеева // Чӑваш Ен. — 1998. — 19-26 сентября (№ 37). — С. 4
- Дмитриев, И. А. «Всё же важно жить и творить на родине…» [беседа с поэтом, публицистом, театральным режиссёром и критиком Иосифом Александровичем Дмитриевым] / записал В. Тимуков; фото В. Романов // Советская Чувашия. — 1999. — 30 октября. — С. 3
- Дмитриев, И. А. «Чувашский театр — это явление…» [беседа с актёром, режиссёром, языковедом Иосифом Александровичем Дмитриевым о театре] / записал Д. Бударин // Чебоксарские новости. — 2001. — 5 апреля
- Ипостаси Иосифа Дмитриева: [беседа с поэтом, публицистом, театральным режиссёром, актёром Иосифом Дмитриевым] / [беседовал] Алексей Леонтьев // Литературный журнал КИЛ. — 2010. — № 3 (8). — С. 118—158
- Дмитриев, И. А. «Я открыт всему миру…» [интервью с режиссёром Иосифом Дмитриевым] / беседовала Светлана Исаева // Грани. — 2012. — 13 сентября 2012. — С.1
- Дмитриев, И. А. Театр — дело общее // Советская Чувашия. — 22 апреля 2014 года.
- Дмитриев, И. А. «Пока я жив, я должен заниматься чувашской драматургией» / беседовала Полина Богданова // Страстной бульвар, 10. — № 5 (205). — 2018[10].